# Joshua Bell

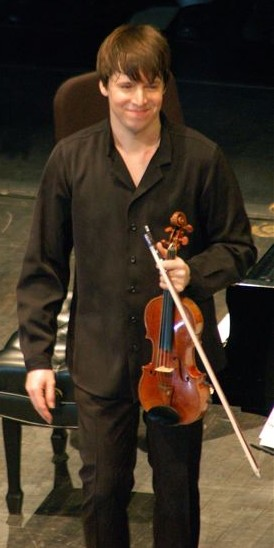
Bell en 2008.

Joshua Bell (Bloomington, Indiana, 9 de diciembre de 1967) es un violinista estadounidense.

## Biografía
Su primer contacto con el mundo de la música se remonta a cuando tenía cuatro años. “Mis padres me introdujeron en el sonido del violín”, dijo. “No fui yo quien lo eligió”.
Realizó sus estudios de violín en la Universidad de Indiana bajo la dirección de Josef Gingold. 
A los siete años, debutó con un concierto de Bach y a los catorce, apareció como solista con la Orquesta de Filadelfia, dirigida por Riccardo Muti. Debutó en el Carnegie Hall en 1985 con la Orquesta Sinfónica de Saint Louis. Desde entonces ha tocado con las orquestas y los directores más importantes del mundo.
En 1989 Bell recibió el Diploma Artístico en Actuación con Violín de la Universidad de Indiana, donde actualmente ofrece conferencias en la Escuela de Música Jacobs. Su alma mater lo honró con un Premio al Alumno Distinguido, fue nombrado como Leyenda Viva de Indiana y también recibió el Premio de Arte del Gobernador de Indiana.
Interpretó la parte solista de la banda sonora escrita por John Corigliano para el filme "El Violín Rojo" película por la que recibió un Oscar a la mejor banda sonora. También toca música de cámara.
El compositor inglés Nicholas Maw le dedicó su Concierto para violín y orquesta, que estrenó en 1993 y del que Bell dice: "Realmente, me gusta mucho su música. Es muy sincera, muy concentrada, muy profunda. Colaboré con él en su Concierto para violín. Fue él quien me eligió. Me apena no tocar más frecuentemente su música, pero piezas de ese tipo son difíciles de programar por su extensión y porque son muy complejas. Por otra parte, era la primera vez que trabajaba con un compositor y aprendí muchísimo."
En el 2011, fue nombrado director musical de la Academy of Saint Martin in the Fields, una de las agrupaciones más destacadas del Reino Unido.
Bell ha confesado que dirigir requiere mucho más esfuerzo que solo tocar el violín, "cuando toco un concierto con otras orquestas, termino y me voy, pero con mi orquesta tengo que continuar dirigiendo y es agotador. Pero también muy enriquecedor". Bell afirma que se siente muy satisfecho con esta orquesta con la que consigue un sonido poderoso, como el de una agrupación mucho más grande (la Academy of Saint Martin in the Fields está formada por unos 40 instrumentistas, cuando una orquesta sinfónica puede duplicar fácilmente esta cifra).
Cambió su Stradivarius ‘Tom’ Tyler por el Stradivarius ‘Gibson ex Huberman’ de 1713, que había pertenecido al violinista Bronislaw Huberman. Al hacerlo, tuvo que vender el primero por dos millones de dólares y comprar el segundo por cuatro. Bell comenta respecto al cambio de instrumento: "Fue una cuestión de amor. Es como si a alguien que se hubiera casado dos veces le preguntases por qué cambió de mujer. En realidad, yo no tenía intención de cambiar de violín, estaba muy feliz con mi Stradivarius. Pero entonces alguien me mostró el ‘Gibson ex Huberman’ y después de haberlo tenido tan sólo cuarenta segundos en mis manos sentí que tenía que ser mi próximo violín. Y por ese motivo, tuve que vender mi ‘Tom Tyler’, para poder comprar éste. La apreciación sobre por qué yo sentía que el Gibson era mejor es completamente subjetiva. Simplemente, sentí que con él podía alcanzar un nivel más profundo de musicalidad; y que sus posibilidades eran infinitamente superiores. Siento que con este instrumento he crecido como músico".
Usa un arco del siglo XVIII de François Tourte.
El viernes 12 de enero de 2007 realizó un experimento tocando de incógnito en el metro de Washington durante una hora. La actuación de Joshua Bell de incógnito en el metro fue organizada por el diario The Washington Post como parte de un experimento social sobre la percepción, el gusto y las prioridades de las personas. Tan sólo una mujer lo reconoció. Stacy Fukuyama, que trabaja en el Departamento de Comercio, llegó casi al final de su actuación. No lo dudó ni un segundo: el que tocaba el violín no era ningún artista callejero. Lo había visto hacía tres semanas en un concierto en la Biblioteca del Congreso. La entrada costaba cerca de los 100 $. Durante esa hora, Bell almacenó en la funda de su Stradivarius 32 dólares y algo de calderilla. "No está mal", bromea, "casi 40 dólares la hora... podría vivir de esto. Y no tendría que pagarle a mi agente".
El modelo de Joshua Bell parece ser Paganini. No ya, en términos de interpretación, sino como modelo en la construcción de su figura de violinista, en el sentido de que cualquier repertorio debe rendirse ante el instrumento y ante quien lo toca. Hay por lo menos dos atributos que vuelven inconfundible a Bell: su sonido -colabora el maravilloso Stradivarius que usa- y el modo tan particular en el que su cuerpo participa en la ejecución de cada obra. Realmente, ver tocar a Bell es en sí mismo un espectáculo en el que sus ademanes acompañan cada fraseo. Virtuoso, el violinista tiene también una inteligencia musical descomunal y una sensibilidad a prueba de todo.
Igualmente cómodo como solista, músico de cámara, artista de grabaciones y líder de orquesta, en el verano de 2012 estrenó un nuevo concierto para violín y contrabajo de Edgar Meyer, interpretado por Bell y Meyer en Tanglewood, Aspen y el Hollywood Bowl. Bell participa habitualmente en los festivales de Ravinia, Verbier, Salzburgo, Saratoga y Mostly Mozart. Colabora frecuentemente con la Sinfónica de San Francisco, con la Orquesta de Filadelfia y las sinfónicas de Boston, Seattle, Omaha, Cincinnati y Detroit.
En 2013 Bell hizo una gira por Estados Unidos con la Orquesta de Cleveland y una gira Europea con la Filarmónica de Nueva York, así como actuaciones con las Orquestas Sinfónicas de Tucson, Pittsburg, San Diego y Nashville.
Sus grabaciones con Sony incluyen “French Impressions” con Jeremy Denk, con sonatas de Saint-Saens, Ravel y Franck, “At Home with Friends”, Las Cuatro Estaciones de Vivaldi con The Academy of St. Martin in the Fields, el Concierto de Chaikovski con la Filarmónica de Berlín, así como el concierto “ El Violín Rojo”, El Esencial Joshua Bell, Voz del Violín y Romance del Violín, que Billboard catalogó en 2004 como el CD clásico del año y a Bell como el artista clásico del año. Bell fue aclamado por sus grabaciones del concierto de Sibelius y Goldmark, Beethoven y Mendelsshohn y el concierto de Nicholas Maw, Ganador del Premio Grammy. Su Fantasía de Gershwin, nominada al Grammy, era un nuevo trabajo para violín y orquesta basado en temas de Porgy y Bess. Su éxito resultó en una grabación de Bernstein, nominada al Grammy, que incluyó el estreno de la Suite de West Side Story, así como de Serenade, ambas del compositor. Bell formó parte de la grabación nominada al Grammy “Short Trip Home” con el compositor y virtuoso del contrabajo Edgar Meyer, así como una grabación con Meyer del Gran Dúo Concertante de Bottesini. Bell también colaboró con Wynton Marsalis en el álbum para niños hablado “Listen to the Storyteller”, ganador de un Grammy y la grabación de Bela Fleck “Perpetual Motion” también ganadora de un Grammy. Las bandas sonoras en las que Bell ha participado incluyen “El Violín Rojo”, que ganó el premio Oscar por mejor partitura original, “Ladies in Lavander”, nominada para los premios clásicos Británicos y las películas “Iris”y “Defiance”, entre otras.
En relación con la música contemporánea Bell ha estrenado nuevas obras de los compositores Nicholas Maw, John Corigliano, Aaron Jay Kernis, Edgar Meyer, Behzad Ranjbaran y Jay Greenberg.
En televisión ha hecho actuaciones que van desde el Tonight Show, Travis Smiley, Charlie Rose y CBS Sunday Morning a Sesame Street y Entertainment Tonight. En 2010 Bell participó en su quinto programa “Live from Lincoln Center Presents” titulado Joshua Bell & Amigos en el Penthouse. Otros shows de PBS incluyen Grandes Actuaciones – Joshua Bell: Suite de West Side Story desde Central Park, Concierto de Memorial Day en el patio del Capitolio de Estados Unidos, y Biografía de A & E. He participado en dos ocasiones en la ceremonia de los Premios Grammy, tocando música de “Short Trip Home”y la Suite de West Side Story. Ha sido protagonista de un documental de BBC Omnibus. Bell ha aparecido en publicaciones que van desde Strad y Gramophone al New York Times, edición de las 50 personas más bellas de la Revista People, USA Today, el Wall Street Journal, GQ, Vogue y Selecciones, entre otras.
En 2011 Bell recibió el Premio Paul Newman de Arts Horizon y el Premio Huberman de la Revista Moment. En 2010, Bell fue nombrado Instrumentista del Año por Musical America y ese mismo año recibió el Premio Humanitario de la Universidad Seton Hall. En 2009 fue honrado por “Education through Music”y en 2008 recibió el Premio Academy of Achievement por sus excepcionales logros en el arte. En 2007 recibió el Premio Avery Fisher y fue reconocido como Joven Líder Global por el Foro Económico Mundial. Fue elevado al Salón de la Fama del Hollywood Bowl en 2005.
Bell forma parte del comité artístico del Kennedy Center Honor y es uno de los miembros Consejo de Directores de la Filarmónica de Nueva York. Ha actuado ante el presidente Obama en el Teatro Ford y en la Casa Blanca.

## Discografía
| Año  | Álbum                                                                                                 |
| ---- | --- |
| 1988 | Bruch Mendelssohn Violin Concertos, London Records                                                    |
| 1989 | Fauré Debussy Franck Violin Sonatas with Jean-Yves Thibaudet, Decca Records                           |
| 1990 | Presenting Joshua Bell, Polygram Records                                                              |
| 1991 | Chausson Concerto, Ravel Piano Trio, London Records                                                   |
| 1992 | Saint-Saëns: Violin Concerto No. 3 / Chausson: Poeme, London Records                                  |
| 1995 | Prokofiev: Violin Concertos & Sonatas, London Records                                                 |
| 1995 | Brahms / Schumann Violin Concertos, London Records                                                    |
| 1996 | The Kreisler Album, London Records                                                                    |
| 1997 | Barber / Walton/ Bloch Violin Concertos, Decca Records                                                |
| 1997 | Shostakovich Piano Trio No. 2, London Records                                                         |
| 1999 | Maw Violin Concertos, Sony Classical                                                                  |
| 1999 | Gershwin Fantasy, Sony Classical                                                                      |
| 2000 | Sibelius & Goldmark: Violin Concertos, Sony Classical                                                 |
| 2000 | Short Trip Home, with Edgar Meyer, Sam Bush, Mike Marshall, Sony Classical                            |
| 2001 | Bernstein West Side Story Suite, Sony Classical                                                       |
| 2002 | Beethoven & Mendelssohn: Violin Concertos, Sony Classical                                             |
| 2004 | Romance of the Violin, Sony Classical                                                                 |
| 2005 | Tchaikovsky: Violin Concerto, Op. 35; Melodie; Danse Russe from Swan Lake (Act III), Sony Classical   |
| 2006 | Voice of the Violin, Sony                                                                             |
| 2007 | Corigliano The Red Violin, Sony                                                                       |
| 2007 | The Essential Joshua Bell, Sony BMG Masterworks                                                       |
| 2008 | Vivaldi: The Four Seasons, Sony BMG Masterworks                                                       |
| 2009 | Bruch, Mendelssohn, Mozart Violin Concertos (reissues), Decca                                         |
| 2009 | The Best of Joshua Bell, Sony Masterworks                                                             |
| 2009 | At Home with Friends, Sony Masterworks with Chris Botti, Kristin Chenoweth, Regina Spektor, and Sting |
| 2012 | French Impressions, Sony Masterworks                                                                  |
| 2013 | Beethoven: Symphonies Nos.4 &7, Academy of St Martin in the Fields, Sony Masterworks                  |
| 2014 | Bach, Academy of St Martin in the Fields, Sony Classical                                              |

2025 Thomas De Hartmann Rediscovere